# Farrea seiri
Farrea seiri är en svampdjursart som beskrevs av Duplessis och Henry M. Reiswig 2004. Farrea seiri ingår i släktet Farrea och familjen Farreidae.
Artens utbredningsområde är havet kring Heard- och McDonaldöarna. Inga underarter finns listade i Catalogue of Life.